# Orthotrichia ensiformis
Orthotrichia ensiformis är en nattsländeart som beskrevs av Wells 1984. Orthotrichia ensiformis ingår i släktet Orthotrichia och familjen smånattsländor. Inga underarter finns listade i Catalogue of Life.